# Gallup Nemzetközi Szövetség
A Gallup Nemzetközi Szövetség (angol: Gallup International Association, GIA) a svájci Zürichben bejegyzett közvélemény-kutató szervezetek szövetsége. 1947-ben alakult Sussexben, az Egyesült Királyságban. 2018 elején a vezetőség székhelyét Bécsbe, Ausztriába helyezték át.
Néhány felmérésében együttműködött az UNICEF-fel, a BBC World Service-szel és a Transparency Internationallel. Adataira olyan sajtóorgánumok is hivatkoznak, mint a The Guardian, The Economist, BBC News, CNN, és a Reuters.
A Gallup szövetség és tagjai nem állnak kapcsolatban a Washington DC. székhelyű Gallup, Inc.-vel, amely már nem tagja a neki.

## Tanulmányok
- Év végi felmérés (End of Year Survey) a gazdaságról, a munkáról, az optimizmusról
- Az emberek hangja (Voice of the People), 2002 óta több mint ötven országban, hét régió lakosságát vizsgálták meg olyan témákban, mint a környezetvédelem, a politika, a demokrácia, az emberi jogok és a terrorizmus.
- Globális korrupciós jelentés (Global Corruption Report), 2001 óta a Transparency International (Berlin) korrupciós barométerként gyűjti.
- Gallup Millennium Survey. A 2000-ben készült Millinnium-tanulmány a valaha készült legnagyobb közvélemény-kutatási felmérés; hatvan országban 50 ezer embert kérdeztek meg. A témák az értékektől a demokráciáig, a környezetvédelemig, az emberi jogokig, a vallásig, a bűnözésig és „ami számít az életben”-ig terjedtek.